# Vem pra Mim
Vem Pra Mim é o quinto e último álbum em português do grupo Menudo, lançado em 1993. Esse foi o único disco interpretado pela formação composta por Abel Talamántez, Alexis Grullón, Andy Blázquez, Ashley Ruiz e Ricky López. 

## Repertório
O álbum conta com 12 faixas, incluindo versões em português de músicas originalmente gravadas em espanhol por outras formações do Menudo. A faixa Eu Só Queria apresenta uma participação especial da apresentadora brasileira Mylla Christie, conhecida por comandar o programa de televisão Clube da Criança, da TV Manchete. As gravações de sua participação ocorreram em outubro de 1993.
Além dessa canção, duas músicas do álbum Sombras y figuras, de 1988, foram adaptadas para o português: "Serenata Rock'N Roll" (também presente no álbum Os Últimos Heróis lançado em 1990) que foi regravada com uma nova versão da letra, e "Gafas oscuras".
Ainda em 1993, poucos meses antes do álbum ser lançado, o grupo lançou o single "Cosmopolitan Girl", que recebeu uma crítica favorável da revista Billboard, além de um EP de remixes da canção, lançado pela gravadora McGillis Records, mas acabou não sendo versionado para o português e nem entrando para outros álbuns de estúdio do grupo.

## Divulgação
Para promover o álbum, o Menudo fez aparições em programas da TV brasileira, como o Programa Sula Miranda, da Record. A faixa "Juras de Amor" foi lançada como single. Em 1994, o grupo realizou uma turnê no Brasil, com shows no Rio de Janeiro e São Paulo.

## Recepção crítica
Em reportagem sobre o grupo, Simone do Vale, do jornal Folha de Boa Vista, comentou que as músicas do álbum são "melosas e açucaradas como as do passado". No entanto, ela ressaltou que a popularidade dos novos integrantes compensava: “os novos integrantes do Menudo são bonitinhos, simpatiquinhos e inteligentes”.

## Lista de faixas
- Créditos adaptados do CD Vem pra Mim, de 1993.[9]

| N.º            | Título                                        | Compositor(es)                                                | Cantor(es)                                 | Duração |  |
| 1.             | "Vem Pra Mim" (Búscame)                       | M. Vendrel, A. Soler, versão: Edgard Pacas                    | Alexis Grullon                             | 5:41    |  |
| 2.             | "Juras de Amor" (Lo que juramos)              | Fernando Osorio, versão: Carlos Colla                         | Ashley Ruiz, Alexis Grullon, Andy Blázquez | 3:01    |  |
| 3.             | "Parecendo Frio" (Me sigue pareciendo frío)   | Fernando Osorio                                               | Ashley Ruiz                                | 3:07    |  |
| 4.             | "Quinze Anos" (Quince años)                   | Juan Carlos Perez Soto, versão: Carlos Colla                  | Alexis Grullon                             | 3:50    |  |
| 5.             | "Beija Minha Alma" (Besas mi alma)            | Fernando Osorio, versão: Edgard Pacas                         | Abel Talamantez                            | 3:26    |  |
| 6.             | "Nunca Mais" (No volveras a ocurrir)          | Jesus Monarrez, versão: Carlos Colla                          | Ricky Lopez                                | 3:00    |  |
| 7.             | "Eu Só Queria" (Hoy solo quiero)              | Fernando Osorio, Juan Carlos Perez Soto, versão: Carlos Colla | Alexis Grullon, Mylla Christie             | 3:04    |  |
| 8.             | "Raio de Lua" (Bajo la luna)                  | Carlos Lara, Tino Geiser, versão: Carlos Colla                | Ricky Lopez                                | 3:17    |  |
| 9.             | "Lentes Escuras" (Gafas oscuras)              | Pedro Gely, versão: Edgard Pacas                              | Andy Blázquez                              | 3:54    |  |
| 10.            | "Me Beija Aqui na Praia" (Besame en la playa) | Fernando Osorio, Juan Carlos Perez Soto, versão: Edgard Pacas | Ashley Ruiz                                | 3:42    |  |
| 11.            | "Serenata Rock'N Roll" (Serenata Rock'N Roll) | Pedro Gely, versão: Carlos Colla                              | Abel Talamantez                            | 3:25    |  |
| 12.            | "Deixa Eu Ser" (Dejame ser)                   | Fernando Osorio, versão: Carlos Colla                         | Andy Blázquez                              | 3:46    |  |
| Duração total: | Duração total:                                | Duração total:                                                | Duração total:                             | 43:22   |  |